# Wiesław Fiedor
Wiesław Fiedor (ur. 26 stycznia 1964 w Nowym Sączu) – polski niepełnosprawny biegacz narciarski i biathlonista. Trzykrotny paraolimpijczyk z Nagano, Salt Lake City i Turynu. Złoty medalista Zimowych Igrzysk Paraolimpijskich 2002 w biegu na 10 kilometrów na siedząco oraz brązowy medalista tych samych igrzysk w biegu na 5 kilometrów.

## Wyniki na paraolimpiadach

### 1998
- Biathlon – 7,5 kilometra – 5. miejsce[3]
- Biegi narciarskie – 5 kilometrów – 6. miejsce[4]
- Biegi narciarskie – 10 kilometrów – nie ukończył[5]
- Biegi narciarskie – 15 kilometrów – nie ukończył[6]

### 2002
- Biathlon – 7,5 kilometra – 4. miejsce[7]
- Biegi narciarskie – 5 kilometrów –  3. miejsce[8]
- Biegi narciarskie – 10 kilometrów –  1. miejsce[8]
- Biegi narciarskie – 15 kilometrów – 10. miejsce[9]

### 2006
- Biathlon – 7,5 kilometra – nie wystartował[10]
- Biathlon – 12,5 kilometra – 14. miejsce[11]
- Biegi narciarskie – 5 kilometrów – 9. miejsce[12]
- Biegi narciarskie – 10 kilometrów – 15. miejsce[13]
- Biegi narciarskie – 15 kilometrów – 16. miejsce[14]